# Милан Крстић
Милан Крстић (Панчево, 15. јануар 1945) бивши је српски и југословенски рукометаш.

## Биографија
Рођен је 15. јануара 1945. године у Панчеву, а његови родитељи се зову Душан и Даница. Каријеру је почео у Панчеву, а наставио у ОРК Београду и Вождовцу. Праву афирмацију је стекао у панчевачком Динаму. Његово име је златним словима уписано у богатој историји РК Динамо, за који је, с капитенским траком око руке, наступао целу деценију. Одиграо је 489 мечева и постигао преко 2.000 голова за Динамо. Највеће клупске успехе постигао је у неколико западнонемачких тимова, када је био један од најбољих голгетера због чега је и добио надимак „краљ голова“.
Врхунац каријере остварио је у државном тиму Југославије освајањем бронзане медаље на Светском првенству у Паризу 1970. Имао је и запажену тренерску каријеру, током које је водио више екипа у Западној Немачкој и Југославији.

## Успеси
Југославија
- медаље
- бронза 1970. Француска.